# 6699 Igaueno
6699 Igaueno este un asteroid din centura principală de asteroizi.

## Descriere
6699 Igaueno este un asteroid din centura principală de asteroizi. A fost descoperit pe 19 decembrie 1987 la Geisei de Tsutomu Seki. El prezintă o orbită caracterizată de o semiaxă mare de 2,58 ua, o excentricitate de 0,20 și o înclinație de 4,9° în raport cu ecliptica.